# هانگونی
هانگونی (به مجاری:  Hangony) یک شهرداری در مجارستان است که در بورشود-آبااوی-زمپلن واقع شده‌است. هانگونی ۳۹٫۱ کیلومتر مربع مساحت و ۱٬۷۲۹ نفر جمعیت دارد.